# 保護傘
保護傘（中国大陆又译作，中国大陆官方译为）是日本電子遊戲《生化危机》系列作品中出現的一間製藥公司，是該系列作品中最大的反派組織。在作品中，該公司表面上是一間多元發展的大型跨國企業，生產藥物、醫療硬體、國防工業、電腦等產品，私下則從事基因工程與生物武器的研發與製造，其中包括許多不能公諸於世的秘密計畫。該公司還擁有很多的公眾形象，生產化妝品與消費產品。其下附設一子公司，是由受過高度訓練的安全部隊組成的私人軍事公司，有營救、偵察及輔助軍事行動之能力，並運用武力保護其資產及高層僱員。

## 歷史

### 藥廠的成立
保護傘成立於1968年，創辦人為奧斯華·E·史賓瑟（Ozwell E Spencer）博士、詹姆士·馬卡斯（James Marcus）博士，並邀請艾德華·阿修弗德（Edward Ashford）加入。最初保護傘只是一間普通的藥廠，但是馬卡斯和阿修弗德卻對生化病毒的研究非常感興趣。

### 生化病毒研究
在1968年阿修弗德死後，史賓瑟同意在美國一個小鎮拉昆市建立一所地下研究所，負責研究製造生化病毒的可能性。其後研究所成功製造出T病毒。史賓瑟也開始長達30年控制保護傘。保護傘開始深入研究各種生化病毒。馬卡斯死後（《生化危機0》裡有一小片段指出是亞伯·威斯卡和威廉·柏金派一隊三人部隊把馬卡斯殺掉，威斯卡和威廉並從馬卡斯手上搶走T病毒），兩人亦開始接手馬卡斯的研究。威斯卡亦潛入S.T.A.R.S為保護傘做卧底。

### 生化病毒洩漏
1998年5月時，阿克雷山區的保護傘研究所發生大規模的病毒外洩意外。同時，在保護傘的廢棄物專用處理場中，也發生廢棄物堆積量超過處理量上限，使某些未經處理的廢棄物外洩。1998年9月，T病毒經由老鼠傳播流出，拉昆市媒體開始報導「吃人病」。此時浣熊市的飲用水也遭病毒污染，導致T病毒散布到整個拉昆市。

### 公司倒閉
在《生化危機3》中，美國聯邦政府決定以核彈毀滅拉昆市，徹底解決生化病毒流出的問題，保護傘亦因此在《生化危機4》的故事開始前因為股價嚴重下滑導致倒閉。

### 死灰復燃
拉昆市事件15年後，神秘組織「家族」（Family）的成員美國首席國家安全顧問德瑞克·C·西蒙斯（Derek·C·Simmons）和卡拉·拉達梅絲（Carla Radames）研發C病毒，並在伊多尼亞共和國（Edonia Republic）、美國高橡樹市（Tall Oaks）和中國蘭祥市（Lanshiang）發動生化恐怖攻擊，從此保護傘成功復甦，名為生化恐怖組織「新·保護傘」（Neo-Umbrella），由卡拉領導。但最後以失敗告終。

## 所屬部隊

### 保護傘生物災害對策部隊
保護傘生物災害對策部隊（Umbrella Biohazard Countermeasure Service） 簡稱U.B.C.S.，是保護傘公司旗下的一支特別部隊，他們的職責主要是在生化武器洩漏時候，拯救生還者及剷除生化武器。U.B.C.S.的成員最早出現在《生化危機3：復仇女神》，他們的隊長是米海爾·維克多（Mikhail Victor），成員包括卡洛斯·奧利維拉（Carlos Oliveira）、尼可來·吉諾比耶夫（Nicholai Ginovaef）等，但此部隊於《生化危機3》後完全解散。

### 保護傘特殊作戰部隊
保護傘特殊作戰部隊（Umbrella Security Service）簡稱U.S.S.，是保護傘公司底下的祕密部隊，其任務是確保並維護保護傘公司的財產或湮滅對保護傘公司不利的證據，就算是在保護傘內部也只有少數人知道的秘密部隊。成員都是完全遵從並有效達成命令的專家，成員間不存在任何情感。

### UT武裝部隊
UT武裝部隊，又稱清潔工（Under Taker/Umbrella Trashsweepers）簡稱U.T.，出現在《生存遊戲 惡靈古堡》裡，所有士兵均為類人形的生物兵器，只有指揮官是人類，為掩飾席拿島（Sheena Island）生化災害的真相，而被派至島上各地殲滅生還者。其全身穿戴類似兩棲部隊的裝備，並配有HK MP5衝鋒槍。死亡後遺體會溶解，血液為綠色。直屬上司為UT指揮官。

### Umbrella Special Force
保護傘的衛兵、警衛兵，不隸屬USS的部隊。在遊戲系列中的保護傘設施的生化感染區皆以殭屍型態登場，在保護傘編年史數量較多。
電影中的保護傘部隊皆為USF。

## 外部連結
- 安布雷拉官網
- 安布雷拉公司Facebook專頁 （页面存档备份，存于）